# Brösthår

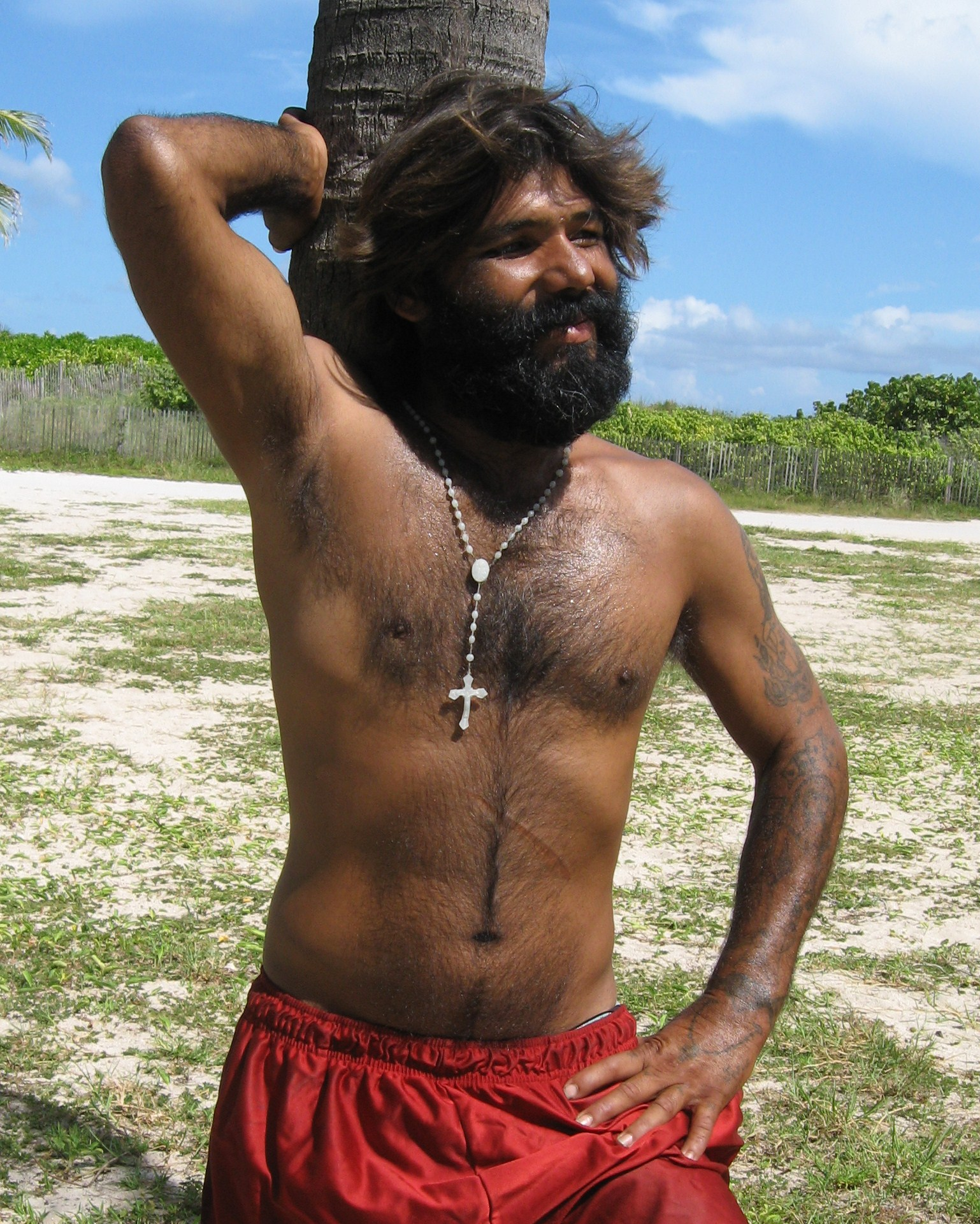
Brösthår

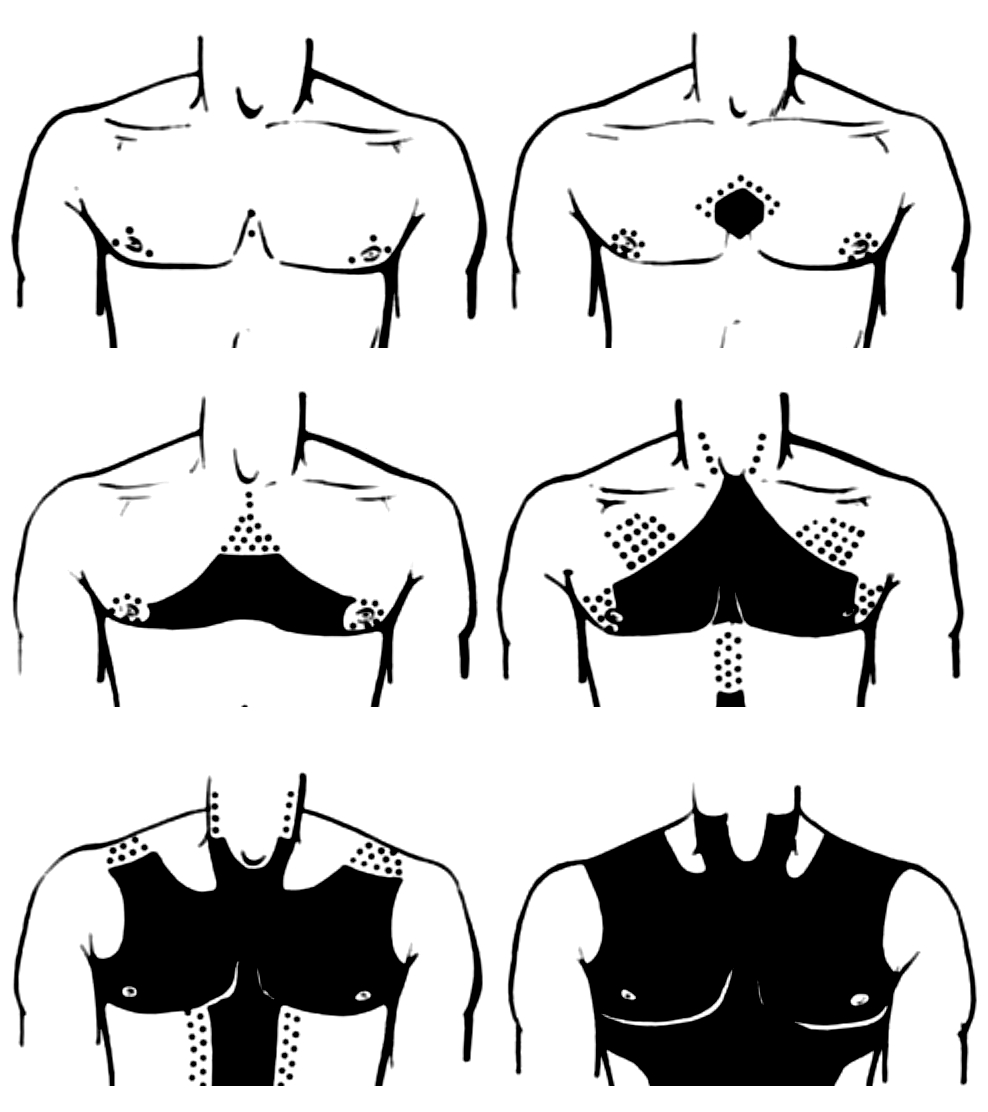
Manligt brösthårs utväxtmönster

Brösthår är håret som växer på bröstet på många människor av manligt kön, i området mellan nacken och buken. Brösthår börjar växa under och efter puberteten, och tillhör alltså de androgena håren. Det är del av den kroppsbehåring som utgör sekundärt könskaraktäristikum.

## Utbredning
Brösthåret är terminalhår och dess utbredning beror av många faktorer, både genetisk disposition, hormonella faktorer och individens ålder. En dominant faktor är den genetiska dispositionen, som i hög grad bestämmer om hårväxten blir stark eller svag och dess utbredning. Det förekommer ett brett spektrum av olika former för utbredningen, det går att kartlägga vad som är vanligt, men i olika tider och olika kulturer finns varierande ideal kring brösthår.

## Utveckling
Brösthår kommer i normalfallet under senare delen av puberteten. Ibland kommer det dock inte förrän mellan 20 och 30 års ålder. I vissa fall kommer inget brösthår. 

## Kulturella och sociala aspekter
Synen på brösthår varierar starkt mellan olika kulturer. I vissa betraktas det som ett tecken på manlighet, i andra gäller en hårlös överkropp som ideal.  I industrialiserade väst-länder har under senare decennier har, inte mist i USA, en trend att avlägsna brösthår blivit stark. Detta påverkas bland annat av hur mäns bara överkroppar ser ut i massmedia och reklam. Det finns numera en trend mot ökad acceptans för brösthår i reklamen. 